# That Lady in Ermine
That Lady in Ermine (prt: A Dama de Arminho; bra: A Condessa Se Rende) é um filme estadunidense de 1948, do gênero comédia romântico-musical, dirigido por Ernst Lubitsch, com roteiro de Samson Raphaelson baseado na opereta austríaca Die Frau im Hermelin, de Rudolph Schanzer e Ernst Welisch.
O filme foi o primeiro musical de Ernst Lubitsch desde da produção de The Merry Widow de 1934. Este também foi seu último filme; ele morreu de um ataque cardíaco em 30 de novembro de 1947, em um domingo durante um dia de produção. Lubitsch tinha um histórico de problemas cardíacos e, em 1944, tinha sido forçado a entregar direção de Czarina (1945) a Otto Preminger por causa da saúde debilitada. Poucos dias depois da morte de Lubitsch, Preminger assumiu a produção e direção de That Lady in Ermine com a estipulação de que todo o crédito na tela deveria ir para Lubitsch "como um sinal de respeito e admiração".

## Sinopse
Por volta de 1861, Angelina (Betty Grable) é a condessa de um principado italiano invadido pelo exército húngaro. Sem saber o que fazer, ela entra em total desespero. Mas então surge Francesca (Grable, novamente), uma ancestral de Angelina que viveu situação semelhante 300 anos antes. Saída de um quadro, Francesca ganhou vida apenas para ajudar sua descendente. Mas há uma complicação: a recém-casada condessa acaba se derretendo por um bonitão.

## Elenco
- Betty Grable como Francesca/Angelina
- Douglas Fairbanks Jr. como Coronel Teglash/O Duque
- Cesar Romero como Mario
- Harry Davenport como Luigi
- Walter Abel como Major Horvath/Benvenuto
- Reginald Gardiner como Alberto
- Virginia Campbell como Theresa
- Harry Cording como Orlando (sem créditos)

## Produção
Em 1942, a 20th Century Fox comprou os direitos de exibição da opereta Die Frau im Hermelin de 1919, que serviu de base para o musical Lady in Armine de 1922 de Al Goodman, Harry Graham e Cyrus Wood. A opereta já havia sido filmada duas vezes, em 1927 como The Lady in Ermine, estrelando Corinne Griffith e Einar Hanson, e em 1930 como Bride of the Regiment com Vivienne Segal e Walter Pidgeon. Na época, o estúdio anunciou que Irene Dunne estrelaria os papéis duplos de Angelina e Francesca, e alguns meses depois, Charles Boyer foi anunciado como seu coprotagonista, mas nada saiu do projeto.
Quando Ernst Lubitsch se envolveu no projeto, ele inicialmente queria Jeanette MacDonald como protagonista, embora o chefe de produção da Fox, Darryl F. Zanuck, preferisse Gene Tierney, contracenando com Cornel Wilde ou Rex Harrison. O Código Hays (PCA) considerou um rascunho inicial do roteiro "inaceitável" porque "o adultério e a suspeita de adultério [foram] tratados como comédia sem quaisquer valores morais compensatórios". O diretor do PCA, Joseph Breen sugeriu que Angelina fosse retratada como ansiosa para preservar seu casamento e Mario fosse o único a instigar a dissolução de sua união. Suas recomendações foram incorporadas ao roteiro e a versão final do roteiro foi aprovada. Durante a pré-produção, o título do filme era Lady in Ermine, que foi alterado para This Is the Moment quando as gravações começaram. Quando o filme foi lançado, seu título havia sido alterado mais uma vez.  
Friedrich Hollaender e Leo Robin compuseram os cinco números musicais apresentados no filme.
O elenco incluía Reginald Gardiner e Virginia Campbell, mas um erro no pôster promocional credita erroneamente "Virginia Gardiner".